# يوهيي مايدا
يوهيي مايدا (باليابانية: 前田 陽平) (19 مايو 1990 في شيزوكا في اليابان – )؛ هو لاعب كرة قدم سابق كان يلعب كلاعب وسط.

## وصلات خارجية
- يوهيي مايدا على موقع Soccerway.com (الإنجليزية)